# Herblingertal
Das Herblingertal ist ein Tal im schweizerischen Kanton Schaffhausen. Es liegt zwischen der Gemeinde Thayngen und der Stadt Schaffhausen. Seinen Namen hat das Tal vom am südlichen Ende liegenden ehemaligen Bauerndorf und heutigen Stadtquartier Herblingen. Der südlichste Teil des Tals beim Güterbahnhof wird Fulachtal genannt. Das Herblingertal ist das grösste Industrie- und Gewerbegebiet der Stadt Schaffhausen.

## Tal

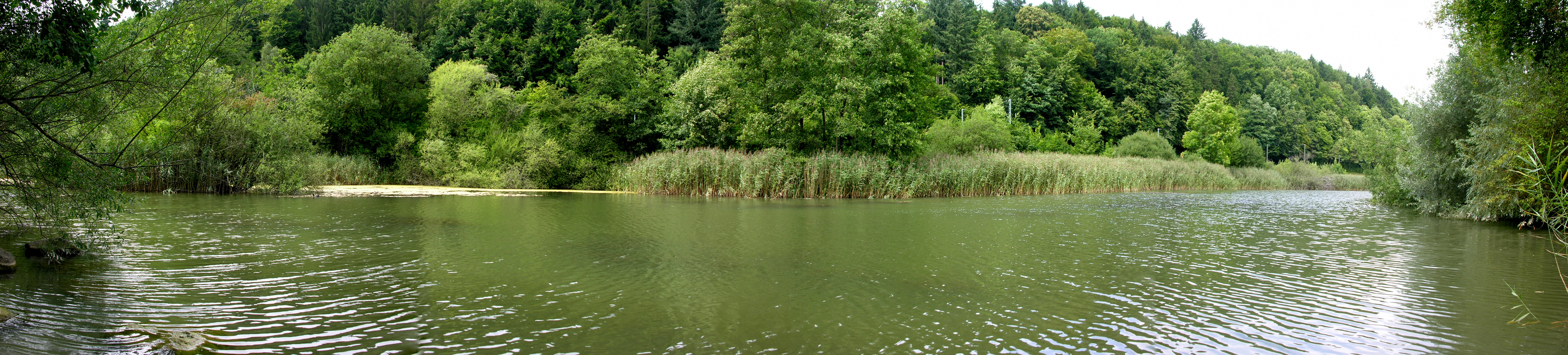
Weiher im Herblingertal

Das flache, jedoch schmale Tal war einst ein wildes, von Sümpfen durchsetztes Flachmoor. Ab den 1990er-Jahren wurde das wertvolle, jedoch immer stärker vergandete Streuried Stück für Stück renaturiert. Die Moor- und Riedgebiete Buterswis, Aaltewäier, Moos und Wäierwis wurden in das Bundesinventar der Flachmoore von nationaler Bedeutung aufgenommen.
Die Hochrheinstrecke Basel – Schaffhausen – Singen – Konstanz der Deutschen Bahn führt durch das Tal. Parallel davon verläuft die J15 (Umklassierung per 1. Januar 2020 in die Nationalstrasse A4).
Die prähistorische Höhle Kesslerloch liegt am Taleingang bei Thayngen. In einem kleinen Seitental liegt die ebenfalls prähistorische Pfahlbausiedlung Weier. Diese Fundstelle wurde 2011 mit 110 weiteren Fundstellen in 6 Alpenländern von der UNESCO in das Inventar des UNESCO-Weltkulturerbes aufgenommen. Die Fundstelle Schweizersbild liegt ebenfalls auf Herblinger Gebiet.

## Industriegebiet «Herblingertal»
Der südliche, auf dem Gebiet der Stadt Schaffhausen befindliche Teil des Herblingertals wurde in den Jahren 1966 bis 1974 durch grosse Erdverschiebungen zu einem Industrie-, Gewerbe- und Dienstleistungsgebiet umgeformt.

### Vorgeschichte
Die Industrialisierung setzte erst relativ spät in Schaffhausen ein. Um die Wasserkraft nutzen zu können, entstanden die ersten Industriebetriebe an den Flüssen Durach und Rhein. Im Jahre 1802 gründete Johann Conrad Fischer (1773–1854) im Mühlental eine Giesserei. Aus ihr ging später die Georg Fischer AG hervor. 1866 wurde der von Heinrich Moser geplante Moser-Damm im Rhein gebaut. Er war seinerzeit das grösste Wasserkraftwerk der Schweiz. Dank der mittels Drahtseiltransmissionen transportierten Energie siedelten sich mehrere Betriebe entlang dem Rheinufer an. 1900 wurden die Transmissionen durch Stromgeneratoren ersetzt. Dies ermöglichte es, weitere Industriegebiete mit Energie zu versorgen. In den Jahren 1908 bis 1911 wurde das an das Herblingertal angrenzende Industriequartier Ebnat erschlossen. Der Moser-Damm wurde 1967 durch ein modernes Flusskraftwerk ersetzt.

### Von der Idee zum Bau
Der grosse industrielle Aufschwung nach dem Zweiten Weltkrieg führte in Schaffhausen zu einem Mangel an Industrieflächen. Bereits während des Zweiten Weltkriegs wurde der Ausbau des Herblingertals in Erwägung gezogen. 1942 beabsichtigten Investoren, im Herblingertal eine Wohnsiedlung zu erstellen. Um dies zu verhindern, erwirkte der Stadtrat beim Schaffhauser Regierungsrat eine sofortige Bausperrung. Im gleichen Jahr erwarb die Stadt Schaffhausen die Landparzelle.
In der Nacht vom 25. auf den 26. Februar 1960 brannten die Gebäude des Landwirtschaftlichen Genossenschafts-Verbandes Schaffhausen (GVS) an der Spitalstrasse in Schaffhausen. Ein Wiederaufbau kam wegen der geplanten Nationalstrasse N4 nicht in Frage. Die GVS war einer der ersten Betriebe, welche im Herblingertal ihre neuen Gebäude errichteten.
Kanton und Stadt Schaffhausen, die Gemeinde Herblingen sowie Grundeigentümer gründeten 1962 die Genossenschaft Industriequartier Herblingertal. In einer Abstimmung bewilligten die Stimmbürger von Stadt und Kanton Schaffhausen je eine Kostenbeteiligung von 30 % an den Erschliessungskosten von 36 Millionen Franken. Per 1. Januar 1964 wurde Herblingen in die Stadt Schaffhausen eingemeindet.

### Bau
Die Erschliessung des Herblingertals dauerte von 1966 bis 1974. Beinahe 3 Millionen Kubikmeter Erdreich mussten abgetragen werden. Zur selben Zeit wurden in Schaffhausen das neue Rheinkraftwerk, die Rheinuferstrasse sowie die neue Rheinbrücke gebaut. Ein Teil des Erdreichs wurde für diese Bauwerke verwendet. Die Staustrecke des Kraftwerks musste ebenfalls neu gestaltet werden. Die Rheinpromenade Lindli vom Güterhof über den Salzstadel bis nach Stemmer wurde mit aufgeschüttetem Material aus dem Herblingertal dem Rhein abgerungen.

#### SBB-Rangierbahnhof
1963 genehmigte der SBB-Verwaltungsrat das Projekt für den Bau eines neuen Rangierbahnhofs in Schaffhausen. 1948 hatte der Schaffhauser Stadtpräsident Walther Bringolf Einsitz im Verwaltungsrat genommen. Der neue Rangierbahnhof wurde im Fulachtal erbaut und 1968 provisorisch und 1975 definitiv eingeweiht. Durch ein Erschliessungsgleis wurde das im Bau befindliche, nördlich des Fulachtals gelegene Herblingertal an das SBB-Eisenbahnnetz angeschlossen.

#### Deutsche Bahn
Die Hochrheinstrecke Basel – Waldshut – Schaffhausen – Singen – Konstanz der Deutschen Bahn unterquert in einem 1966/67 im Tagbau erstellten 530 Meter langen Tunnel das Industriegebiet Herblingertal. Am östlichen Tunnelende liegt die Haltestelle Herblingen. Diese wurde im Rahmen der S-Bahn Schaffhausen aufgewertet.

#### A4 / J15
1973 wurde die damalige Autostrasse N4 (Bargen – Schaffhausen) fertiggestellt. Nordwestlich des Herblingertals wurde die N4 mit der J15 von Thayngen kommend kreuzungsfrei verknüpft.

### Industriegebiet Herblingertal in den Jahren 1965–1989
1968 wurde der Grundstein für das neue Stahlwerk der Georg Fischer AG gelegt. Im neuen Werk wurden bis 1989 Stahlfelgen gegossen. Die Werkhallen werden seit der Aufgabe der Giesserei durch andere Unternehmen und Organisationen genutzt.
Technischer Fortschritt und beengte Platzverhältnisse in der Altstadt veranlassten mehrere Handwerks- und Gewerbebetriebe, neue Verkaufs- und Produktionsstätten im Herblingertal zu bauen. Die Verkehrsbetriebe Schaffhausen verlegten 1987 ihr Busdepot mit Werkstätten und Verwaltungsgebäude ins Herblingertal. Am alten Standort beim Schwabentor wurde das neue Feuerwehrmagazin erbaut. Seit einem Ausbau vereint das Depot die Fahrzeugflotte der Verkehrsbetriebe Schaffhausen sowie von SchaffhausenBus (Überlandbusse).
In den 1980er-Jahren suchte der US-amerikanische Glaskonzern Guardian Industries nach einem neuen Standort in Europa für die Produktion von Flachglas. Der Stadtrat bemühte sich sehr um die Ansiedelung des Industriebetriebs. Die Glasfabrik hätte jedoch grosse Mengen von Schadstoffen ausgestossen. Die aufkommende Diskussion um das Waldsterben mobilisierte eine grosse Bürgerbewegung, welche gegen den Bau der Fabrik protestierte. Der Konzern entschied sich schliesslich gegen den Standort Schaffhausen und baute die Glasfabrik in Luxemburg.

#### Einkaufszentrum «Herblinger Markt»
Im Einkaufszentrum Herblinger Markt befinden sich auf 15'000 m² Nettoverkaufsfläche 32 Fachgeschäfte und Restaurants. Die Buslinie 5 der Verkehrsbetriebe Schaffhausen (VBSH) verbindet im 10-Minuten-Takt das Einkaufszentrum mit dem Bahnhof Schaffhausen. 1'000 Gratisparkplätze sind vorhanden. Im Jahre 2004 besuchten 1,5 Millionen Kunden den Herblinger Markt, davon ca. 30 % aus Süddeutschland. Das Einkaufszentrum bietet 600 Personen einen Arbeitsplatz.
1979 erstellten die Migros und private Investoren zwei getrennte Einkaufszentren, welche erst 2001 durch einen Verbindungstrakt mit Mall zu einem einzigen Einkaufszentrum erweitert wurden. Ende der 1960er-Jahre kaufte die damalige Genossenschaft Migros Winterthur/Schaffhausen am Rande des Herblingertals eine Landparzelle. Private Investoren unter der Führung des ehemaligen Stadtpräsidenten Walther Bringolf und dem Investor Bruno Szpiro gründeten die Shopping Center Herblingertal AG und erwarben eine angrenzende Parzelle. Eine 1973 gemeinsam in Auftrag gegebene Studie ging noch vom Bau eines gemeinsamen Einkaufszentrums aus. Zum Schutze der Ladengeschäfte in der Schaffhauser Altstadt begrenzten die Stadtbehörden 1977 die zulässige Ladenfläche auf 10'000 m². Bereits Mitte der 1970er-Jahre eröffnete die Migros auf ihrem Gelände in einer Holzbaracke ein Ladengeschäft. Während der Planungsphase zerstritten sich die beiden Parteien immer mehr, und so kam es, dass 1979 innerhalb eines Monats zwei getrennte Einkaufszentren nebeneinander eröffnet wurden. Die Migros eröffnete den «Herblinger Markt» und die Shopping Center Herblingertal AG das «Herbiland». Beide Einkaufszentren hatten je eine Nutzfläche von 5'000 m². Auch die beiden Grossparkplätze waren getrennt. Unter dieser unbefriedigenden Situation litten nicht nur die Besucher, sondern auch die Geschäfte. Besonders im «Herbiland» mit dem Hauptmieter Coop standen immer wieder Ladenflächen leer. Auch ein schon bald erstellter, gedeckter Verbindungsweg konnte die beiden Zentren nicht zu einer Einheit verbinden. Die beiden Parkplätze wurden ebenfalls miteinander verbunden.
Mehrere Versuche, die beiden Einkaufszentren zu verbinden, scheiterten. 1997 änderte die Stadt Schaffhausen den verwaltungsrechtlichen Vertrag mit den beiden Eigentümern und erlaubte, die gesamte Ladenfläche um 5'000 m² auf 15'000 m² zu erhöhen. Im März 2000 einigten sich Migros und die Shopping Center Herblingertal AG über einen gemeinsamen Verbindungsbau. Dieser wurde im November 2001 eröffnet. Der lichtdurchflutete Bau mit einer Mall kostete rund 16 Millionen Franken. Ein Jahr später investierte die Migros weitere 20 Millionen Franken in die Totalrenovation ihres Baues. Das rustikale, düstere Innere wich einem modernen Erscheinungsbild. Eigentümer des alten «Herblinger Marktes» sowie 52 % des Verbindungsbaues ist die Migros Genossenschaft Ostschweiz. Der Gebäudeteil des alten «Herbilandes» sowie die restlichen 48 % des Verbindungsbaues gehören der Shopping Center Herblingertal AG. Einen Grossteil der Ladenflächen des alten «Herblinger Marktes» sowie fast der Hälfte des Verbindungstraktes beansprucht die Besitzerin Migros für sich und ihre Tochterbetriebe. Der Migros-Konzern betrieb bis 2024 neben einem MMM-Supermarkt und einem Migros-Restaurant auch noch Filialen von melectronics, Ex Libris, Denner, Do it & Garden Migros und SportXX. Im Zuge des Grossumbaus des Migros-Konzerns mit dem Verkauf aller Fachmärkte, gingen die Filialen von melectronics an MediaMarktSaturn und die Filiale von SportXX an Decathlon. Weitere bekannte Ladengeschäfte im «Herblinger Markt» sind: Dipl. Ing. Fust, H&M, C & A, Vögele Shoes, Tchibo, Clockhouse und Mobilezone. Eine Automatenbank der UBS, eine Chemischreinigung, der Schuh- und Schlüsselservice Mister Minit sowie eine Apotheke, ein Coiffeur, zwei weitere Restaurants und eine Tankstelle mit Autoreinigung der Migrol runden das Ladenangebot ab. Eher ungewöhnlich ist, dass Coop einen Supermarkt im gleichen Einkaufszentrum wie die Migros betreibt. Dies ist jedoch aus der Entstehungsgeschichte zu erklären.

### Industriegebiet Herblingertal seit 1990
Die Schaffhauser Nachrichten verlegten 1991 ihr Druckzentrum von der Altstadt ins Herblingertal und gründeten dafür die ZDS Zeitungsdruck Schaffhausen AG.
Jumbo und die Brauerei Falken eröffneten 1992 einen Bau-, Hobby- und Getränkemarkt. Nach einer Erweiterung eröffneten 2001 auch Athleticum und Qualipet eine Filiale.
2000 wurde ein Multiplex-Kino Kinepolis mit 8 Sälen und total 1500 Sitzplätzen eröffnet. Die beiden Detailhandelsketten Aldi Suisse und Landi eröffnen 2006 Filialen im Herblingertal.
Das zu Johnson & Johnson gehörende Pharmaunternehmen Cilag errichtete ein neues Logistikzentrum. Ein 1972 ursprünglich von der Georg Fischer AG erbautes Bürogebäude wurde umfassend saniert und ausgebaut. Seither stehen auf 8500 m² Büroflächen zur Verfügung.
Seit 2013 hat der Onlineshop und grösste unabhängige Schweizer Anbieter auf dem Computer- und Elektronikmarkt, die PCP.COM Gruppe, ihren Sitz im Herblingertal.

### Zukunft des Industriegebiets
Anfang 2017 wurde das neue Fussballstadion LIPO Park Schaffhausen des FC Schaffhausen eröffnet. Das Stadion mit einem kleinen Einkaufszentrum als Mantelnutzung steht direkt neben der Bahnstation Schaffhausen-Herblingen.
Ein Grossteil der Nutzfläche im Herblingertal wurde bereits überbaut. Der in den 1980er-Jahren einsetzende Strukturwandel der Schweizer Wirtschaft hatte auch direkte Auswirkungen auf das Industriegebiet Herblingertal. Es siedelten sich weniger Industriebetriebe, als von den Erbauern erhofft, an. Das Gebiet wird mehrheitlich von Speditions-, Gewerbe- und Dienstleistungsbetrieben aller Art genutzt. Der Branchenmix ist sehr gross. In den 1970er- und 1980er-Jahren wurden im Schweizersbild und im Merishausertal zusätzlich weitere Gewerbegebiete auf Stadtgebiet erschlossen. Das Herblingertal ist jedoch weiterhin das grösste Industrie- und Gewerbegebiet von Schaffhausen geblieben. Die beim Bau verursachten Wunden an der Natur sind mittlerweile durch Wald überwachsen.